# Pávaformák
A pávaformák (Pavoninae) a tyúkalakúak (Galliformes) rendjébe tartozó fácánfélék (Phasianidae) családjának egy alcsaládja.

## Elterjedés
A pávafajok nagy része Ázsiában őshonos, ami alól kivételt képez a kongói páva, ami Közép-Afrikában él. Három faj délkelet-ázsiai elterjedésű: a gyöngyös páva az Indokínai-félsziget keleti részén, az Argus-páva a Maláj-félszigeten, Borneó és Szumátra szigetén honos, a zöld páva pedig a kínai Jünnantól egészen Jáváig előfordul. A kék páva az indiai szubkontinensen őshonos, de díszmadárként sokfelé tenyészteni kezdték, így a világ számos részén elterjedt.

## Rendszerezés
Az alcsaládba a korszerű rendszertanok az alábbi nemeket sorolják:
- Afropavo
  - kongói páva (Afropavo congensis)

- Argusianus
  - Argus-páva (Argusianus argus)

- Pavo
  - kék páva, vagy indiai páva (Pavo cristatus)
  - zöld páva (Pavo muticus)

- Rheinardia
  - gyöngyös páva, vagy gyöngyös fácán (Rheinardia ocellata)

Alcsalád legközelebbi rokonai a Polyplectron és a Haematortyx nemek, amelyek együtt képezik a pávafácánformák (Polyplectroninae) alcsaládját. Egyes alternatív, kevésbé elfogadott rendszerezések ezeket is a Pavoninae alcsaládba sorolják, és a Polyplectronini nemzetségben helyezik el, a szélesebb körben is elfogadottan ide sorolt nemeket pedig a Pavonini nemzetségben.

## Képek

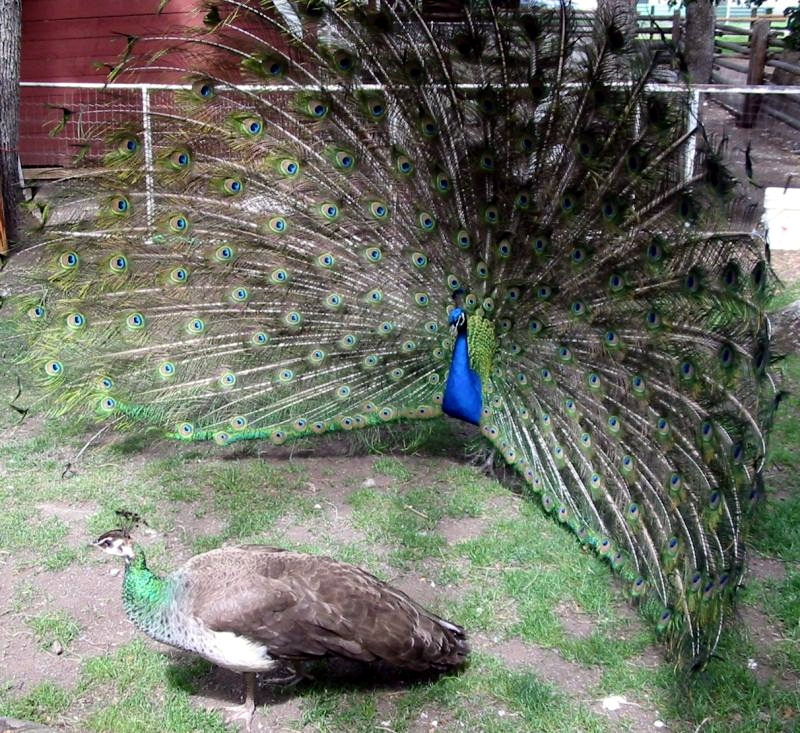
Kék páva kakas és tojó
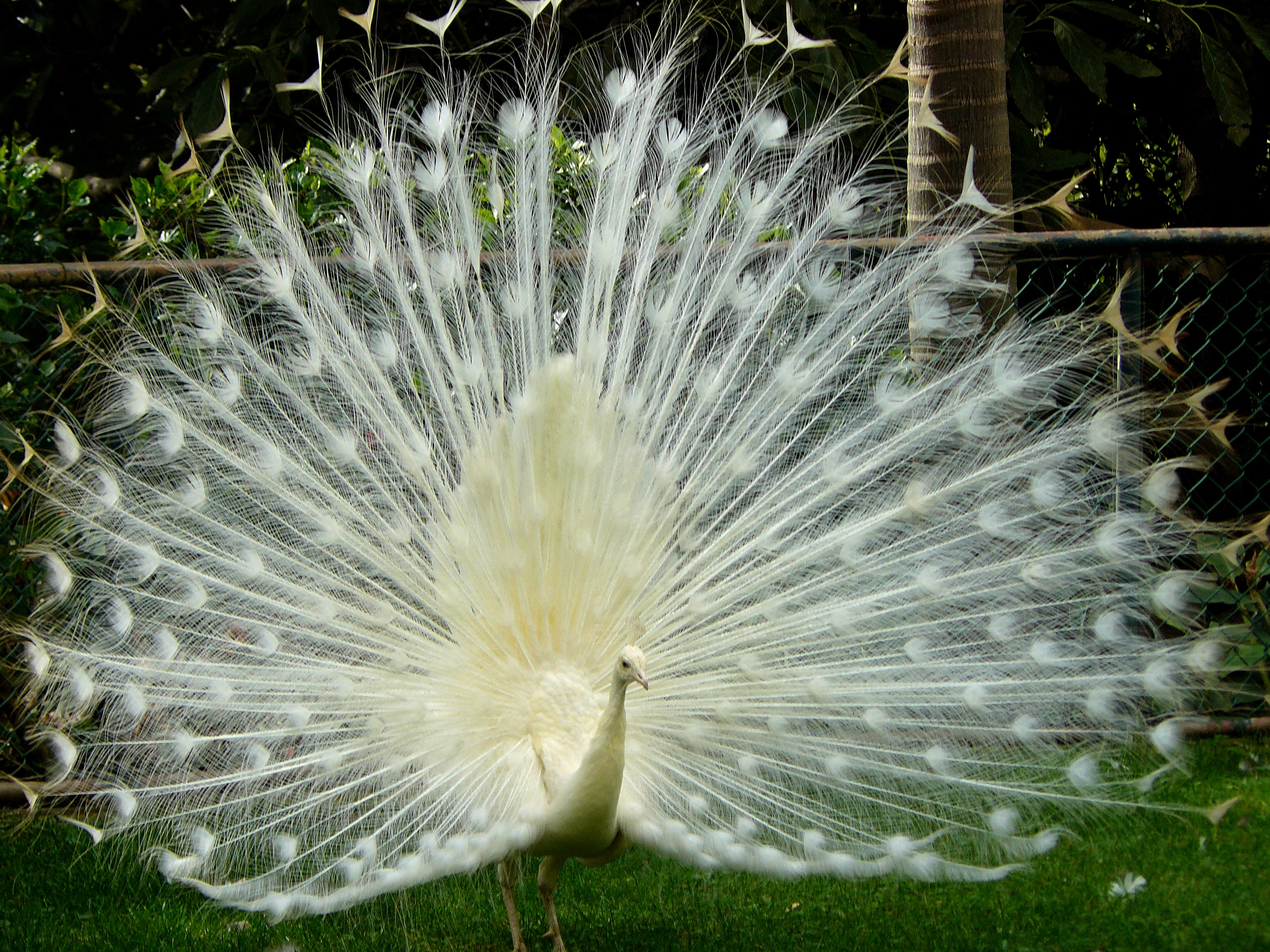
Fehér páva kakas, a kék páva egy változata
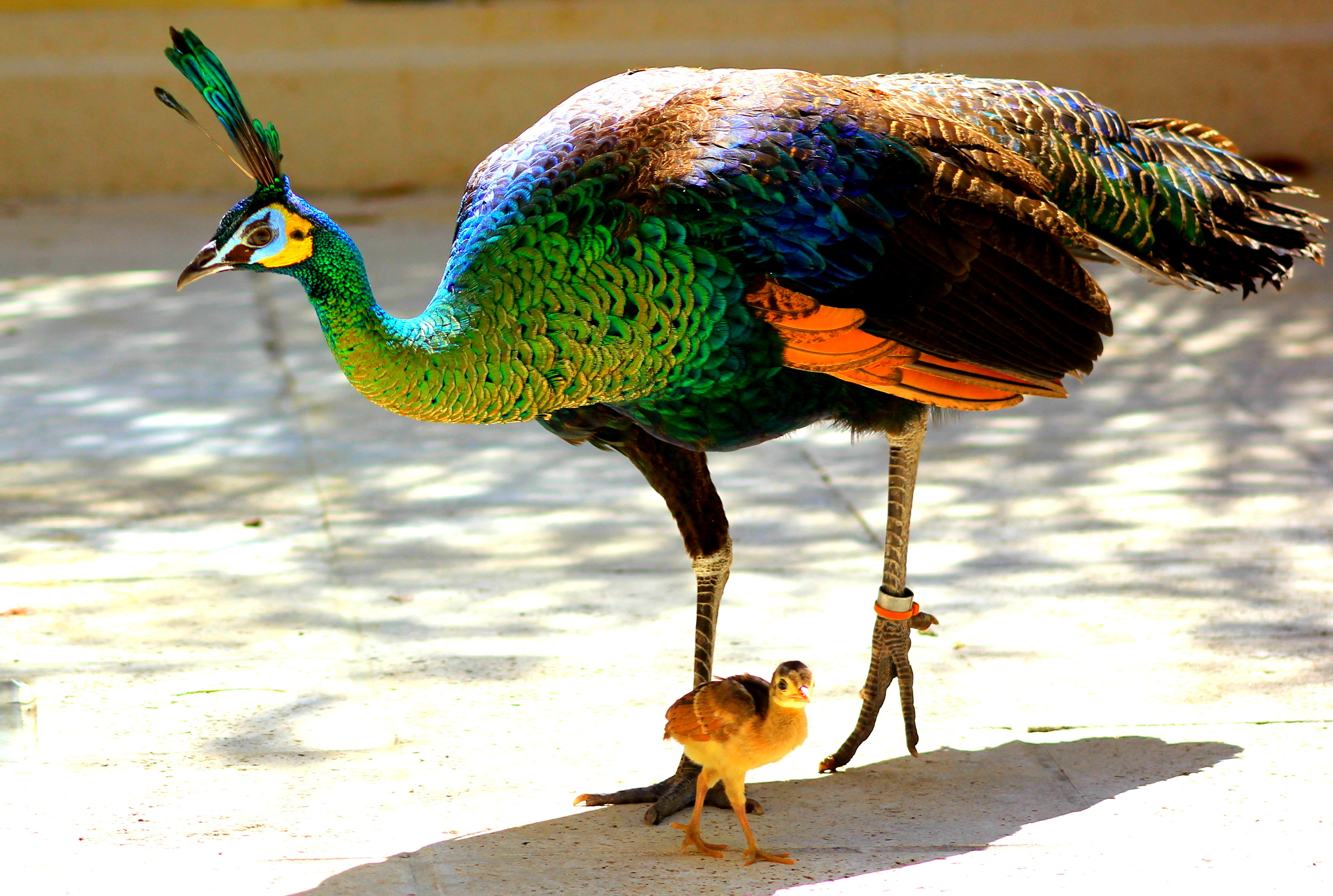
Zöld páva tojó és csibe
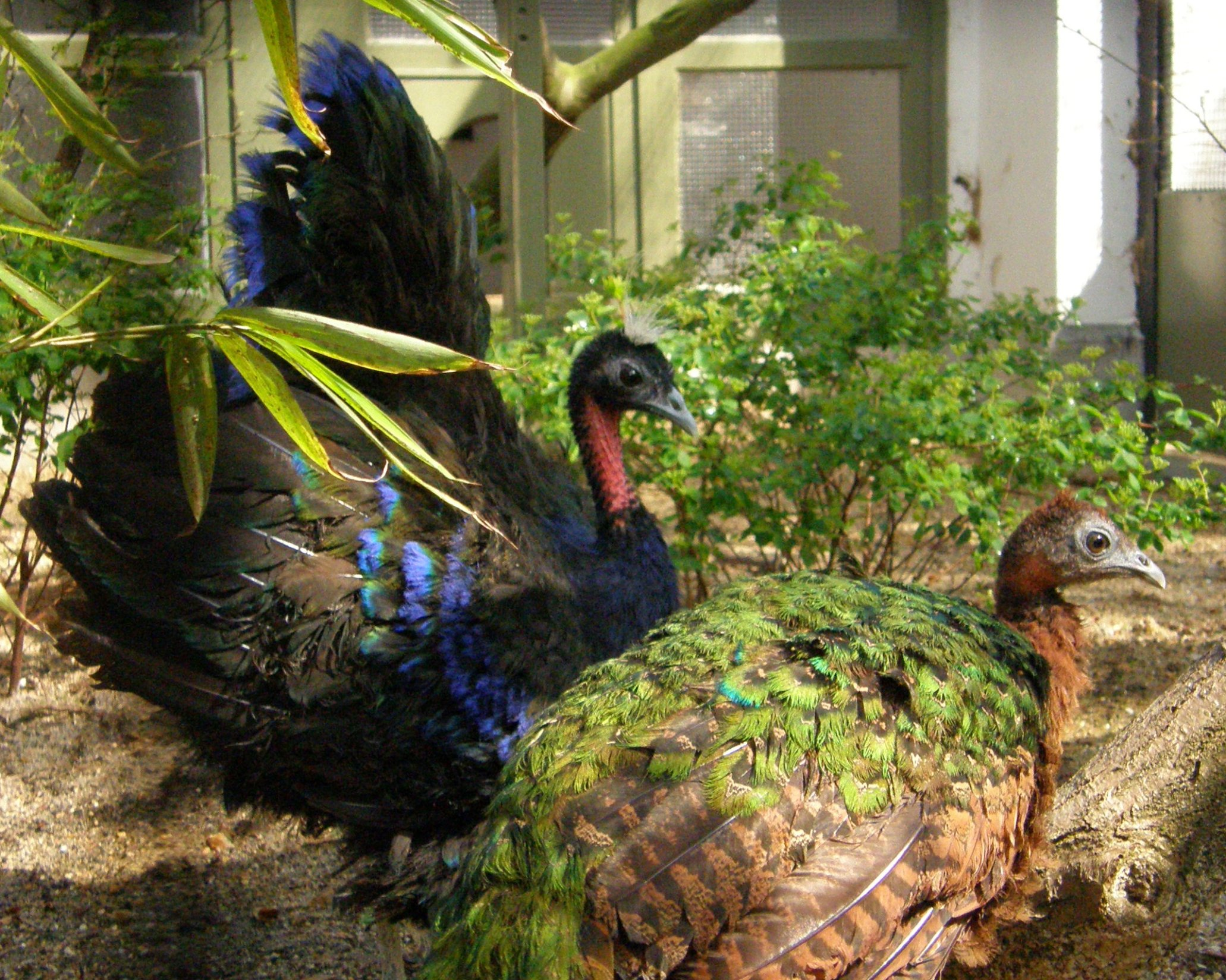
Kongói páva kakas és tojó
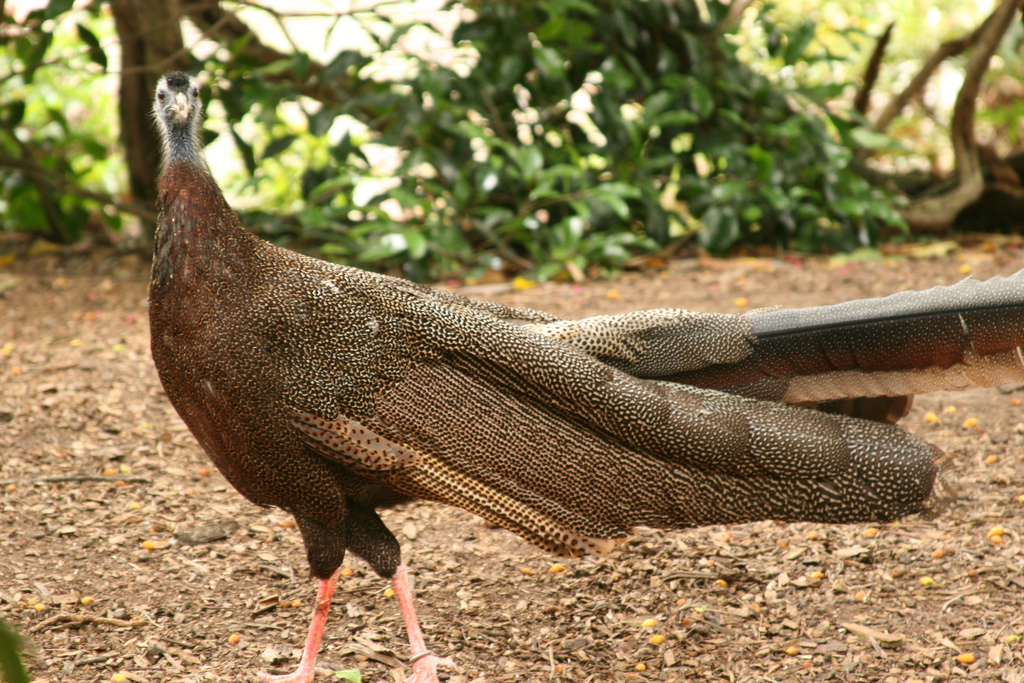
Argus-páva kakas
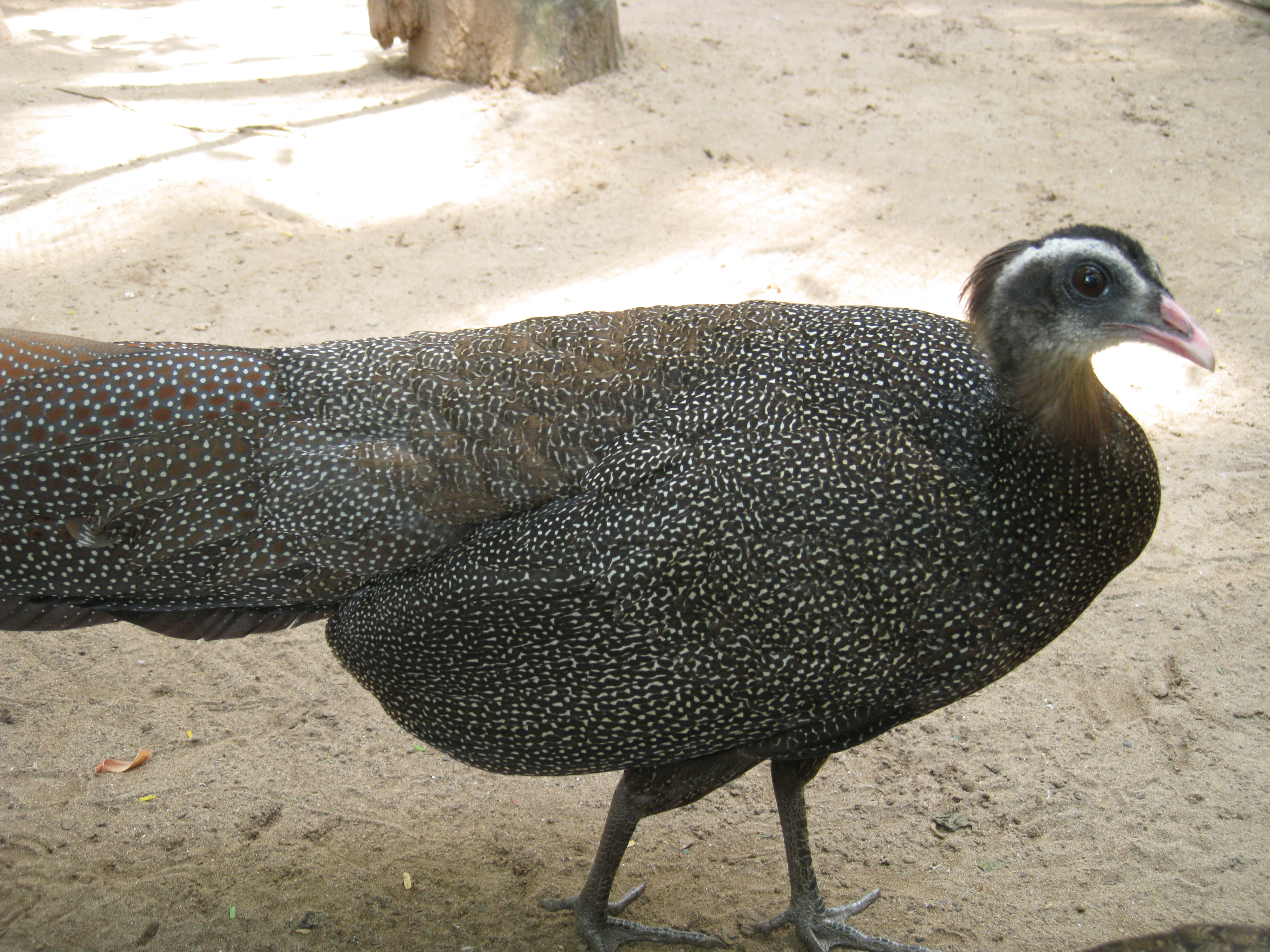
Gyöngyös páva tojó
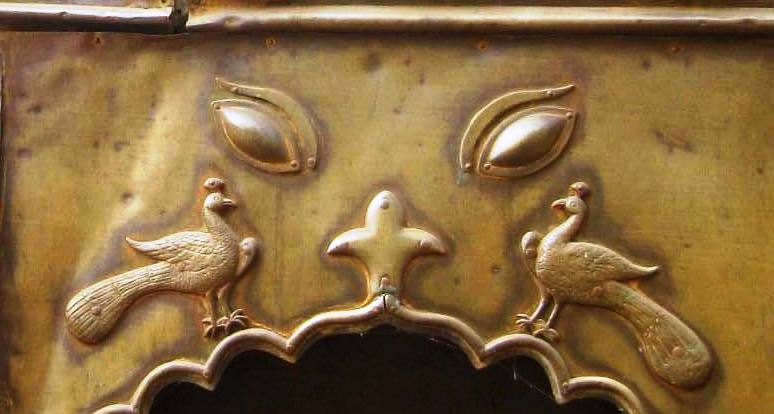
Páva Searsole Rajbari rézszekérén, Nyugat-Bengáliában, Indiában